# Katarina av Sachsen-Lauenburg, hertiginna av Mecklenburg
Katarina av Sachsen-Lauenburg, född 1400, död 1450, var hertiginna av Mecklenburg 1416-1422 som gift med hertig Johan IV av Mecklenburg. Hon var regent som förmyndare för sin son Henrik IV av Mecklenburg mellan 1422 och 1436.